# Tasovčići
Tasovčići su naseljeno mjesto u gradu Čapljini, Federacija BiH, BiH.

## Povijest
U Tasovčićima se nalazi kolektivni centar u koji su već više od dvadeset godina smješteni Hrvati izbjegli iz Vareša, Kaknja, Travnika, Konjica. Do 2016. ovdje je živjelo više od petsto njih. Siječnja 2018. ih je ostalo pedesetak. Planira se na Modriču (brdo iznad Čapljine) izgraditi dvije stambene zgrade u koje će useliti korisnike kampa u Tasovčićima i one ljude koji još uvijek žive u alternativnom smještaju.

## Stanovništvo

### Popisi 1971. – 1991.
| Tasovčići          |              |              |              |
| godina popisa      | 1991.        | 1981.        | 1971.        |
| Srbi               | 698 (41,67%) | 653 (40,76%) | 660 (47,89%) |
| Muslimani          | 511 (30,50%) | 445 (27,77%) | 374 (27,14%) |
| Hrvati             | 294 (17,55%) | 282 (17,60%) | 300 (21,77%) |
| Jugoslaveni        | 138 (8,23%)  | 212 (13,23%) | 22 (1,59%)   |
| ostali i nepoznato | 34 (2,02%)   | 10 (0,62%)   | 22 (1,59%)   |
| ukupno             | 1.675        | 1.602        | 1.378        |

### Popis 2013.
| Tasovčići          |                |
| godina popisa      | 2013.          |
| Hrvati             | 1.555 (79,74%) |
| Bošnjaci           | 241 (12,36%)   |
| Srbi               | 129 (6,62%)    |
| ostali i nepoznato | 25 (1,28%)     |
| ukupno             | 1.950          |

## Spomenici i znamenitosti
- Natpis iz Tasovčića - najstariji latinski epigrafski natpis u Bosni i Hercegovini koji datira iz 36. – 35. pr. Kr., pronađen na lokalitetu Nerezi kod Tasovičića[4]